# Castellanos (Uruguai)
Castellanos és un poblat de l'Uruguai ubicat al nord del departament de Canelones.

## Geografia
Castellanos es troba al nord del departament de Canelones, dins el sector 12. S'ubica al sud de San Ramón i al nord de San Bautista.

## Infraestructura
Castellanos té accés per les rutes nacionals 6 i 65.

## Població
Segons les dades del cens de 2004, Castellanos tenia una població aproximada de 579 habitants.
| Any  | Població |
| ---- | -------- |
| 1963 | 300      |
| 1975 | 418      |
| 1985 | 447      |
| 1996 | 509      |
| 2004 | 579      |

Font: